# Rush (album de Rush)
Cet article concerne l'album de Rush. Pour l'album d'Eric Clapton, voir Rush.
Pour les articles homonymes, voir Rush.
Albums de Rush
Fly by Night
(1975)
Singles
1. Finding My Way
Sortie : août 1974
2. In the Mood
Sortie : 1974

Rush est le premier album éponyme du groupe canadien de rock Rush, paru en 1974 à la suite de leur premier single Not Fade Away/You Can't Fight It (1973) qui comportait deux chansons inédites. La première Not Fade Away de Buddy Holly et Norman Petty et la seconde You can't fight it de Geddy Lee  et John Rutsey. L'album présente la formation originale (1968-1974) avec Alex Lifeson (guitares), Geddy Lee (basse & voix) et John Rutsey (batterie).
Cet album est d'abord sorti sur Moon Records, un label que Rush et son management avaient créé. Devant le succès de ce premier disque, le label Mercury Records signa le groupe et republia l'album. Ce premier disque de Rush est classé hard rock et certifié disque d'or aux États-Unis. Le titre Working Man demeure un classique qui a traversé les époques.
Après la sortie de l'album, John Rutsey dut quitter le groupe à cause de ses problèmes de diabète et fut remplacé par Neil Peart, il est décédé le 11 mai 2008.

## Liste des titres
- Tous les titres sont signés par Geddy Lee et Alex Lifeson sauf In The Mood par Geddy Lee.

Face 1
1. Finding My Way - 5:03
2. Need Some Love - 2:16
3. Take A Friend - 4:27
4. Here Again - 7:30

Face 2
1. What You're Doing - 4:19
2. In The Mood (Geddy Lee)- 3:36
3. Before And After - 5:33
4. Working Man - 7:07

## Musiciens
- Geddy Lee : chant, basse.
- Alex Lifeson : guitares, chœurs.
- John Rutsey : batterie, percussion, chœurs. † (11-05-2008)

## Charts et certifications

### Album
Charts
| Pays       | Durée du classement | Meilleur classement | Date             |
| ---------- | ------------------- | ------------------- | ---------------- |
| Canada     | 9 semaines          | 86e                 | 27 avril 1974    |
| États-Unis | 14 semaines         | 105e                | 16 novembre 1974 |

Certifications
| Pays       | Certification | Ventes    | Date              |
| ---------- | ------------- | --------- | ----------------- |
| Canada     | Or            | 50 000 +  | 1er décembre 1976 |
| États-Unis | Or            | 500 000 + | 1er février 1995  |

### Single
Charts singles
| Single      | Chart           | Durée du classement | Position | Date          |
| ----------- | --------------- | ------------------- | -------- | ------------- |
| In the Mood | RPM Top Singles | 15 semaines         | 31e      | 12 avril 1975 |